# رابطة التشريح للبلدان الأمريكية
رابطة التشريح للبلدان الأمريكية (بالإنجليزية: Pan American Association of Anatomy)‏ هي منظمة علمية عامة غير ربحية، تجمع بين المهنيين المشاركين في دراسة علم التشريح والعلوم ذات الصلة في القارة الأمريكية.

## الانطلاق والأهداف
أُنشئت رابطة التشريح للبلدان الأمريكية في يوليو/تموز 1966 في مدينة مكسيكو في المؤتمر الأمريكي الأول للتشريح، الذي عُقد جنباً إلى جنب مع المؤتمر الوطني الثالث للمنظمة المكسيكية للتشريح. وكان مرشد ذلك المؤتمر الأستاذ الدكتور ليبراتو ج. أ. ديديو.
اقترح البروفيسور دي ديو الحاجة إلى رابطة التشريح للبلدان الأمريكية خلال الاجتماع الرابع والسبعين للجمعية الأمريكية للتشريح، الذي عقد في شيكاغو، الولايات المتحدة الأمريكية، في مارس/آذار 1961.
تشمل أهداف المنظمة في تحفيز وتطوير وتحسين التدريس والبحث في علوم التشكل في القارة الأمريكية، وتسهيل وتيسير التبادل العلمي من جميع جوانبه. ومنذ ذلك الحين ومن خلال اجتماعاتها، نشرت وحدثت التقدم في علوم التشكل في القارة الأمريكية.

## الهيكل التنظيمي
هو عضو في الاتحاد الدوليّ لرابطات علماء التشريح. تتكون حكومة رابطة التشريح للبلدان الأمريكية من الجمعية العامة (أُجريت مع شركاء في المؤتمر الأمريكي)، ومجلس الإدارة (الذي يتألف من مستشارين أو مندوبين من كل بلد) واللجنة التنفيذية (التي يرأسها الرئيس الذي تنتخبه الجمعية العامة). وهناك مستشاران أو مندوبان لكل بلد أمريكي معني؛ أحدهما كمالك والآخر بديل.
عند الانتهاء من ولاية رئيس اللجنة التنفيذية، يتم تعيينه عُيِّن رئيساً فخرياً للجمعية وينضم تلقائياً إلى لجنة الرؤساء الفخريين لرابطة التشريح، التي تعمل مع اللجنة التنفيذية.
تختلف مقار المؤتمرات من مؤتمر إلى آخر، لكنها دائما داخل الأمريكيتين وفي شكل تناوبي. وحُلّت مسألة تعيين البلد المضيف في الجمعية العامة بتصويت شركائه، وعادة ما تعقد كل ثلاثِ سنوات.
منذ عام 2013، يرأس اللجنة التنفيذية للجمعية البروفيسور الدكتور مانويل أرتياغا مارتشنيز من المكسيك، عام 2013-2017. سيعقد مؤتمر البلدان الأمريكية المقبل للتشريح في بيرو، 2017؛ رئيسها هو البروفيسور د. الألماني أوشن مولينا ألبورنوز، من بيرو.
يمكن الاطلاع على النظامين الأساسيين للجمعية ومؤتمر عموم أمريكا للتشريح، اللذيّن اعتمدتهما الجمعية العامة للجمعية بأغلبية الأصوات.

## مؤتمر البلدان الأمريكية
عُقد ثمانيةَ عشرَ مؤتمراً خلال خمسين عاماً من الحياة التعاونية، بفاصل ثلاث سنوات (أحياناً سنتين) بينهما. حيث استضافت البلدان التالية مؤتمراً واحداً على الأقل: الأرجنتين وأوروغواي والبرازيل وبيرو وتشيلي وفنزويلا وكندا وكوستاريكا والمكسيك والولايات المتحدة الأمريكية.
يغطي المؤتمر مواضيع مختلفة للعلوم المورفولوجية والعلوم ذات الصلة التي لها تطبيقات على علم الأحياء والعلوم الصحية، ولا سيما في الطب البشري وطب الأسنان. يتضمن البحث والتدريس والرعاية الطبية. وعلى وجه الخصوص، تجري مناقشة المسائل المتعلقة بتشريح التنمية (علم الأجنة)، والتشريح المجهري (علم الأنسجة وعلم الخلايا)، والتشريح البشري، والتشريح البيطري، والتشريح المقارن، والتشريح العصبي، وعلم الأعصاب، والتشريح الإشعاعي، والتشريح السريري، والأنثروبولوجيا (علم الإنسان)، والفيزياء الحيوية والكيمياء الحيوية.

## الندوات الأيبيرية-الأمريكية اللاتينية
عُقدت الندوة الأيبيرية-الأمريكية اللاتينية الأولى للمصطلحات في عام 2009، خلال الذكرى الثالثة والأربعين لرابطة البلدان الأمريكية للتشريح، بهدف نشر المصطلحات المورفولوجية الدوليّة. وتستخدمه يومياً المؤسسات التعليمية في المجالات الطبية وغيرها من المجالات الصحية التي تتحدث الإسبانية والبرتغالية. كان معلمها البروفيسور الأستاذ الدكتور رولاندو كروز غوتيريز.
حتى اليوم، عُقدت هناك ست عشرة ندوة: أربع في كوستاريكا، واثنتان في البرازيل، وثلاث في المكسيك، وأربع في تشيلي، واثنتان في بيرو، وواحدة في نيكاراغوا. في هذه الندوات، ينقسم المشاركون إلى مجموعات للعمل مع المصطلحات التشريحية والأنسجة والأجنة من لجنة المصطلحات (FICAT) التابعة للاتحاد الدوليّ لرابطات علماء التشريح (IFAA). تُعقد الاجتماعات كل يوم، كما تعمل الندوات على تطوير عرض الأوراق المجانية المتعلقة بمختلف جوانب واعتبارات المصطلحات.
تستعرض أفرقة الخبراء هذه المصطلحات المورفولوجية وتحللها وتناقشها؛ وتناقش أيضاً الأخطاء والعيوب المحتملة في الهياكل المدروسة. وتقرر أن الاجتماعات المقبلة مقررة في بلدان أخرى. (مثل هندوراس والإكوادور والأرجنتين وما إلى ذلك).

## المنشورات الرسمية
تحظى الهيئة بدعم العديد من المجلات، وهي الجهاز الرسمي للنشر، التي تعرض ملخصات للاتصالات وغيرها من الجوانب المتعلقة بالمؤتمرات العلمية. وهم: المجلة الدولية لعلم التشكل (Revista Internacional de Morfología), والمجلة البرازيلية لعلوم التشكل (علم الأحياء)، والمجلة الفنزويلية للعلوم المورفولوجية والمجلة الطبية لكوستاريكا وأمريكا الوسطى.

## قائمة رابطة التشريح للبلدان الأمريكية
المقر والتواريخ والرئاسات:
- المؤتمر الأول-مكسيكو سيتي، المكسيك - 23-28 يوليو 1966 - برئاسة البروفيسور فرناندو كيروز بافيا.
- المؤتمر الثاني-كاراكاس، فنزويلا - 25-31 يوليو 1969 - برئاسة الأستاذ جيس أوشيس يرينا.
- المؤتمر الثالث-نيو أورلينز، الولايات المتحدة الأمريكية – من 28 مارس إلى 1 أبريل 1972 - برئاسة البروفيسور ليبراتو جيه إيه دي ديو.
- المؤتمر الرابع. - مونتريال، كندا - 17-23 أغسطس 1975 - برئاسة الأستاذ سيرجي فيدوروف.
- المؤتمر الخامس-شيمو باولو، البرازيل - 2-7 يوليو 1978 - برئاسة البروفيسور إيروس أوشبرانليس إرهارت.
- المؤتمر السادس-بوينس آيرس، الأرجنتين-6-10 تشرين الأول / أكتوبر 1981 - برئاسة البروفيسور جوزيف لويس مارتينيز.
- المؤتمر السابع - بونتا ديل إستي، أوروغواي - من 28 أكتوبر إلى 1 نوفمبر 1984-برئاسة الأستاذ ألفريدو رويز ليارد.
- المؤتمر الثامن-سانتياغو، شيلي-25-30 تشرين الأول / أكتوبر 1987-برئاسة البروفيسور ألبرتو رود أوشغيز توريس.
- المؤتمر التاسع-تروخيو، بيرو-21-27 تشرين الأول / أكتوبر 1990 - برئاسة البروفيسور ماركو أوريليو من إيباراغيري.
- المؤتمر العاشر-سان خوسيه، كوستاريكا-9-15 شباط / فبراير 1992-برئاسة البروفيسور رولاندو كروز غوتي أوشريز.
- المؤتمر الحادي عشر-إمكريدا، فنزويلا-8-17 أكتوبر 1995-برئاسة البروفيسور ديفيد جوس-حرب لويو.
- المؤتمر الثاني عشر – شيمو باولو، البرازيل - 13-18 كانون الأول / ديسمبر 1998-برئاسة البروفيسور جوس-كارلوس براتس.
- المؤتمر الثالث عشر – نيو أورلينز، الولايات المتحدة الأمريكية - 3-6 سبتمبر 2000-برئاسة الأستاذ روبرت د.ييتس.
- المؤتمر الرابع عشر – ريو دي جانيرو، البرازيل - 24-27 يوليو 2002-برئاسة الأستاذ موريس موسكوفيتشي.
- المؤتمر الخامس عشر - بويرتو إيغوازو، الأرجنتين/فوز إيغواسو، البرازيل - 24-28 تشرين الأول/أكتوبر 2004 - برئاسة البروفيسور ريكاردو خورخي لوساردو.
- المؤتمر السادس عشر – سان جوزي، كوستاريكا - 24-28 نيسان / أبريل 2007-برئاسة البروفيسور رولاندو كروز غوتي أوشريز.
- المؤتمر السابع عشر - تيموكو، شيلي - 25-30 نيسان / أبريل 2010-برئاسة البروفيسور ماريانو ديل سول كالدر أوشن.
- المؤتمر الثامن عشر - هواتولكو، إم أوكسيكو - 1-4 أكتوبر 2013-برئاسة البروفيسور مانويل أرتياغا مارتشنيز.

## قائمة الندوات الأيبيرية الأمريكية اللاتينية
المقر والتواريخ والرئاسات:
- الندوة الأولى-سان جوزي، كوستاريكا-13-16 نيسان / أبريل 2009-برئاسة الأستاذ الدكتور رولاندو كروز غوتي أوشريز
- الندوة الثانية-ليما، في الفترة من 15 إلى 18 أيلول / سبتمبر 2009-برئاسة البروفيسورة د. جيرم أوشن مولينا ألبورنوز
- الندوة الثالثة-سان جوزي، كوستاريكا-26-30 نيسان / أبريل 2010-برئاسة الأستاذ الدكتور رولاندو كروز غوتي أوشريز
- الندوة الرابعة-شيمو باولو، البرازيل-3-7 تشرين الأول / أكتوبر 2010 - برئاسة البروفيسور درا. نادر يونيس فالفيردي بارباتو دي براتس.
- الندوة الخامسة-تيموكو، شيلي-25-26 تشرين الأول / أكتوبر 2010 - برئاسة الأستاذ الدكتور ألبرتو رود أوشغيز توريس.
- الندوة السادسة - المكسيك د. ف.، المكسيك - 13-16 نيسان / أبريل 2011-برئاسة الأستاذ الدكتور مانويل أرتياغا مارتشنيز.
- الندوة السابعة-شيمو باولو، البرازيل-12-16 شباط / فبراير 2012-برئاسة الأستاذ الدكتور ريتشارد هالتي كابرال.
- الندوة الثامنة-سان جوس، كوستاريكا-2-4 أيار / مايو 2012-برئاسة البروفيسور الدكتور جوس-لويس كويرزس ألبيزار.
- الندوة التاسعة-هواتولكو، إم أوكسيكو-29-30 أيلول / سبتمبر 2013-برئاسة البروفيسور مار إرما إيزابيل جارك إرما بيل إرميز.
- الندوة العاشرة-ماناغوا، نيكاراغوا - 16-18 تموز / يوليه 2014 - برئاسة الأستاذ الدكتور جامنيس ألتاميرانو كاركاش.
- الندوة الحادية عشرة - تيموكو، شيلي - 20-21 تشرين الثاني / نوفمبر 2014-برئاسة الأستاذ الدكتور ماريانو ديل سول كالدر أوشن.
- الندوة الثانية عشرة - سان جوزي، كوستاريكا - 25-28 آب / أغسطس 2015-برئاسة الأستاذ الدكتور رولاندو كروز غوتيريز.
- الندوة الثالثة عشرة - فالديفيا، شيلي - 11-12 تشرين الثاني / نوفمبر 2015-برئاسة البروفيسور الدكتور إريك غونزالو تروخيو.
- الندوة الرابعة عشرة - إم أكسيكو دف، إم أكسيكو - 28-30 يوليو 2014-برئاسة البروفيسور الدكتور أنطونيو سوتو باولينو.
- الندوة الخامسة عشرة - ليما، لكل دولار - 8-9 مارس 2018-برئاسة البروفيسور الدكتور خورخي موسكول غونزاليس.
- الندوة السادسة عشرة - جامعة كاليفورنيا، شيلي - 4-5 أكتوبر 2018-برئاسة البروفيسور الدكتور ماريانو ديل سول.

## الروابط الخارجية
- رابطة التشريح للبلدان الأمريكية.
- الاتحاد الدولي لرابطات علماء التشريح.